# 二千語宣言

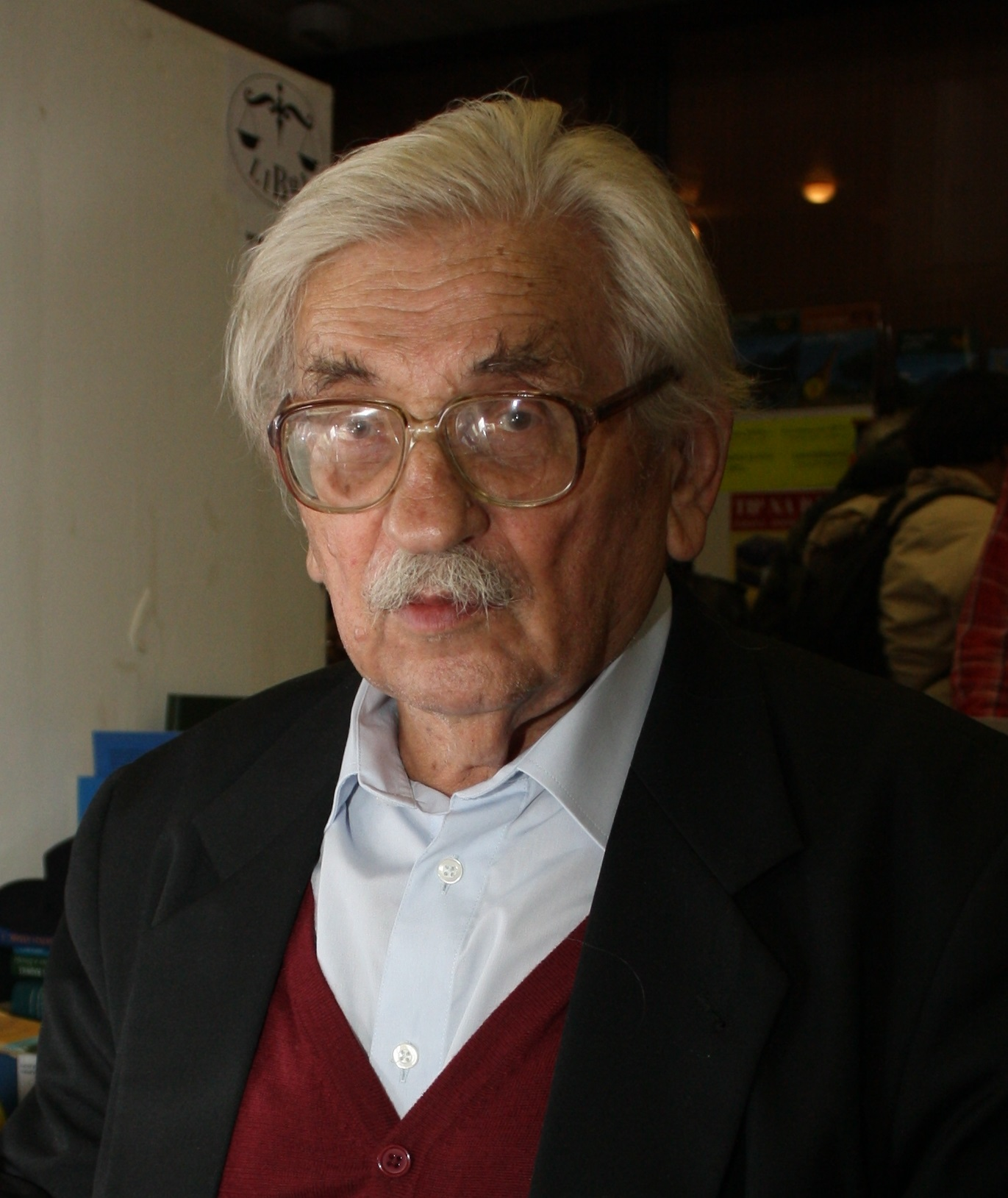
二千語宣言を執筆したルドヴィーク・ヴァツリーク（2010年）

二千語宣言（にせんごせんげん、チェコ語: Dva tisíce slov）は、チェコの改革派作家ルドヴィーク・ヴァツリークが執筆した文書であり、1968年のチェコスロバキアの民主化運動「プラハの春」を象徴する文書のひとつである。1968年6月17日に知識人や芸術家によって署名された。正式名称は、「労働者、農民、科学者、芸術家、および全ての人々のための二千語宣言」（チェコ語: Dva tisíce slov, které patří dělníkům, zemědělcům, úředníkům, umělcům a všem）である。

## 背景
6月下旬からチェコスロヴァキア領内で実施されたワルシャワ条約機構軍の合同軍事演習「シュマヴァ」によって、軍事介入の可能性がチェコスロヴァキア国民の間でうわさされるようになった。またアレクサンデル・ドゥプチェク第一書記や共産党幹部は、ソ連などの圧力に譲歩して、改革の勢いに歯止めをかけてしまうのではないか、という懸念が知識人の間に広まった。
そうした声を受ける形で、数名の知識人がヴァツリークに、ドゥプチェク指導部および改革に対する支持を表明すると同時に、他国からの圧力に屈しない態度を表明する宣言を起草するように依頼した。
1968年6月27日、『リテラールニー・リスティ（Literární listy）』、 『プラーツェ（Práce）』、『ゼムニェジェルスケー・ノヴィニ（Zemědělské noviny）』、『ムラダー・フロンタ（Mladá fronta）』 に同時掲載された。
4月の『行動綱領』が党による改革の指針であるのに対して、『二千語宣言』は市民社会側からの改革への支持・期待の表明であった。エミール・ザトペックやベラ・チャスラフスカをはじめとする著名人が名を連ね、1週間たらずで3万人以上の市民が署名した。

## 内容
「二千語宣言」の本質は、チェコスロバキアの人々に、開放革命ではなく、開放性の基準に基づいて党に責任を持たせることを求めるものだった。ヴァツリークはまず、チェコスロバキア共産党(KSČ)の下でこの国がどのように衰退していったかを評価し、労働者が自分では何も決められないことによる道徳的・経済的な衰退を描いてみせた。

そのため、ほとんどの人は公のことに興味を失い、自分のことやお金のことだけを心配するようになった。しかも、このような悪条件の結果、今ではお金に頼ることすらできなくなってしまった。人々の関係も悪くなり、働くことを楽しまなくなった。つまり、精神的な健康と人格が破壊されるところまで、この国は至ったのである。

ヴァツリークは、停滞した時代に変化を求めて扇動したKSČの「民主的な考えを持った」党員たちを評価し、党組織の内部からのみ、対立するアイデアを述べることが可能だったと述べた。ヴァツリークは、これらのアイデアは、新しいことから力を得るのではなく、弱い党指導者や不平等と貧困の蔓延により、社会のより大きな一片が自分の立場を自覚することができたのだと述べた。
ヴァツリークは、改革派に対し、党を転覆させるのではなく、「よく練られた組織、経験豊富な役員、そして決定的なレバーとボタン」を持つ進歩派を支持するように求めた。変化の時には、国民は経済運営の透明性を求め、「有能で正直な人」を代表者に選ぶべきであり、腐敗した役人を倒すために合法的で平和的な抗議活動を行うべきであると述べた。また、自由な報道の重要性を認識し、党の支配下にある新聞を「全ての肯定的な力のためのプラットフォーム」に戻すことを求めた。
この発言は後に、ソビエト連邦から、その主導的役割に挑戦するものとして非難された。ヴァツリークは、ソ連については「外国の勢力」と遠回しにしか言及しておらず、対等な関係に向けて段階的かつ穏健に進むことを勧めている。「我々が対等な関係を確保できるのは、我々の内部状況を改善し、いつかの選挙で、そのような関係を確立し維持するのに十分な勇気、名誉、政治的才能を持った政治家を選ぶことができるように、復興のプロセスを進めることによってのみである」。全体として、ヴァツリークは、新たに力を得て統一された国民による厳格な監視を通じて、社会主義を内部から再構築することを求めた。

## 反応
この宣言は、党の下層部の進歩派を活気づけ鼓舞したが、同時に、保守派がこれを反撃の口実としてヴァツリークを党から追放するなど、非常に偏った効果をもたらした。大統領府は直ちに緊急会議を開いたが、それにより宣言に対する国内での支持を高めることになった。政府首脳はすぐに宣言を非難し、ドゥプチェクも宣言発表の数日後にテレビで国民の団結を呼びかけた。2週間後、ソ連の新聞『プラウダ』でI・アレクサンドロフが「二千語宣言」を「『自由化』や『民主化』などの話を装って、チェコの歴史全体を破壊しようとしているチェコスロバキア内外の勢力を代表する一種のプラットフォームであり、1948年以降のチェコスロバキアの全ての歴史とチェコスロバキアの労働者の社会主義的な業績を抹殺し、チェコスロバキア共産党とその指導的役割の信用を落とし、チェコスロバキア国民と友愛に満ちた社会主義国家の国民との間の友好関係を損ない、反革命への道を開くことを目的としている」と非難した。
この宣言は、現地の行動を大きく促すものではなく、穏健派のヨゼフ・スムルコフスキーのようなチェコ外交官の、チェコスロバキアの改革のペースに不安を感じていたソ連指導部の怒りを鎮める努力により弱体化された。最終的には、同年8月中旬にソ連がチェコスロバキアに侵攻するための口実の一つとなった。